# (73904) 1997 GM10
(73904) 1997 GM10 – planetoida z pasa głównego asteroid okrążająca Słońce w ciągu 3,76 lat w średniej odległości 2,42 j.a. Odkryta 3 kwietnia 1997 roku.